# 五方両錐形分子構造

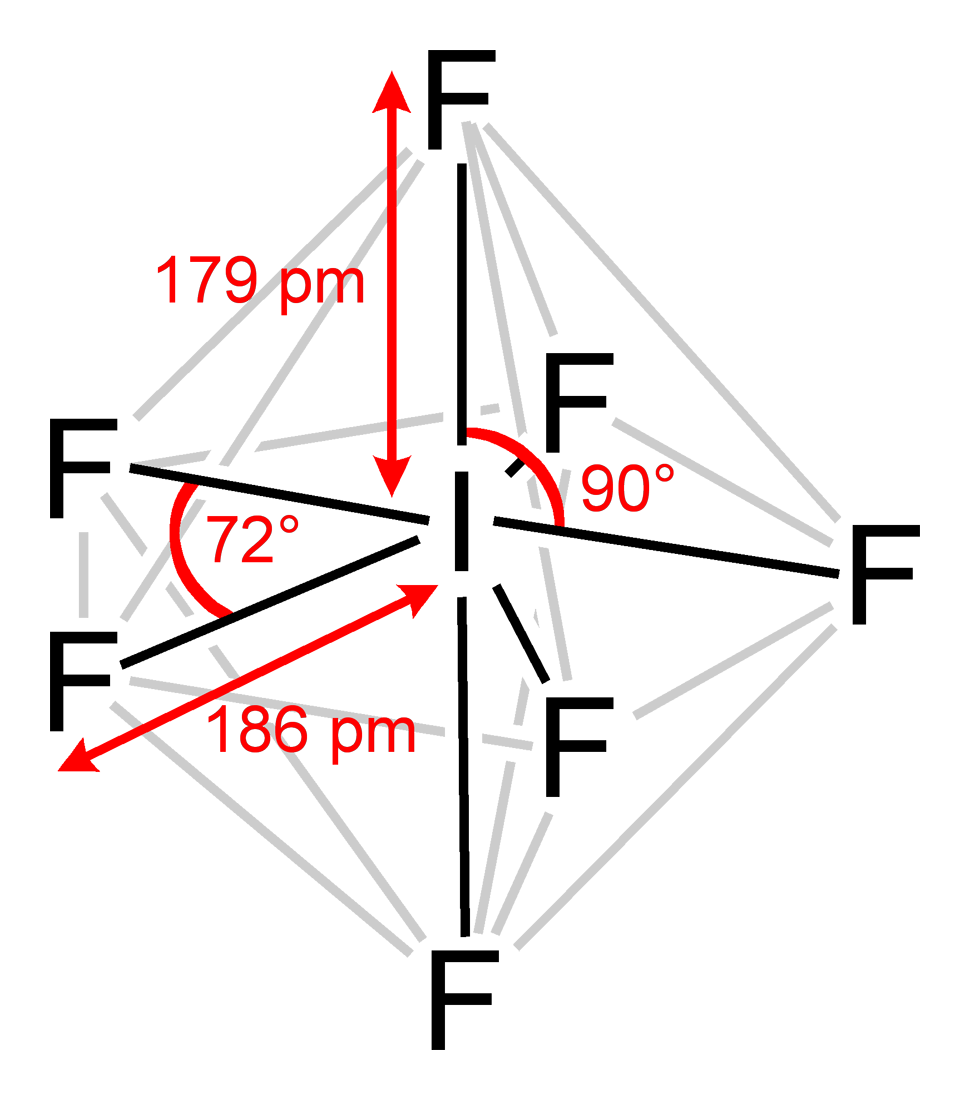
五方両錐形分子の例。七フッ化ヨウ素。

化学において、五方両錐形分子構造（ごほうりょうすいがたぶんしこうぞう、Pentagonal bipyramidal molecular geometry）とは、1個の原子を中心とした五方両錐形の頂点に7個の配位子が配位した分子構造のことである。完全な五方両錐形は点群 D5h に属し、その分子構造では、1個の原子を取り囲んでいる配位子の結合角に90°と72°の二通りがある（右上図、三方両錐形も参照）。7配位形の分子構造にはこの他に、6配位八面体形にさらに1個の配位子が付加した一面冠八面体（monocapped octahedron）形と6配位三角柱形にさらに1個の配位子が付加した四角面一冠三角柱（monocapped trigonal prism）形がある。七配位構造をとる遷移金属錯体は多いが、その対称性は通常 D5h より低い。

## 例
- 七フッ化ヨウ素 (IF7)、7つの結合基を持つ
- ペルオキソクロム(IV) 錯体、例えば [Cr(O2)2(NH3)3] 。ペルオキソ基が平面位の4つを占める。